# 全然败坏
全然败坏（英語：Total Depravity，也称，完全无能力），為新教路德宗並改革宗教會的基本教條，是由神學家奧古斯丁與約翰·喀爾文等歸納圣经各要點後所形成的神学教义，认为自亚当堕落之后，人类死在罪恶过犯当中，完全没有能力选择跟随神，没有能力接受耶稣基督为他的上帝和救主。
《西敏信条》论到全然的败坏是这样说的，“因堕落在罪中，要行与得救相关的属灵的善事，人在意志上已经完全丧失了这样的能力；因此，他既是属乎血气的人，心中完全与善为敌，死在罪中，所以，他无法靠他自己的力量归正，也不能预备自己归正。”
信奉克尔文主义的教会完完全全地持受此教义，並列入《預選說》五條中的第一條。神学家阿民念实际上也是支持此教义，认为人在信耶稣之前，没有能力做神眼中稱義的事，只是人还有一丝残存的神恩，可以让人有能力决定是否跟随耶稣。信义宗與改革宗（包括長老宗和部分浸信宗教會）在此立場上完全一致。

## 預選說五要點
1. 全然败坏（Total depravity），人类由于亚当的堕落導致原罪，而无法以自己的能力作任何灵性上的善事。
2. 无条件的拣选（Unconditional selection），上帝无条件地揀選得救者，并非因为該人的行善積德，也非预言了該人即將因信稱義。
3. 限定的代贖（Limited atonement）基督受極刑，是為那些天選之人而贖罪，不是為世上所有的人。
4. 不可抗拒的恩典（Irresistible grace）又称有效的恩典（Efficacious grace），天選之人不可能拒絕上帝的救恩，上帝的恩典，不可能因为人的原因而被阻挠，因為神恩強勢，无法拒绝。
5. 圣徒恆忍蒙保守（Perseverence of the saints），已得到的救恩不會喪失，上帝必能保守並引導天選之人在信仰的路上得勝。

## 扩展阅读
- 威斯敏斯德信条（页面存档备份，存于）
- 阿民念对全然败坏的说法（页面存档备份，存于）
- 约翰卫斯理对全然败坏的说法（页面存档备份，存于）
- 救世军信仰宣言与军兵战条 （页面存档备份，存于）